# نبات عصاري
النبات العصاري هو نبات يختزن الماء للتأقلم مع البيئات الجافة أو ظروف التربة. تختزن النباتات العصارية الماء في أوراقها وسوقها، وكذلك في جذورها. من أهم الأمثلة على النباتات العصارية الصباريات مثل التين الشوكي والأغاف.

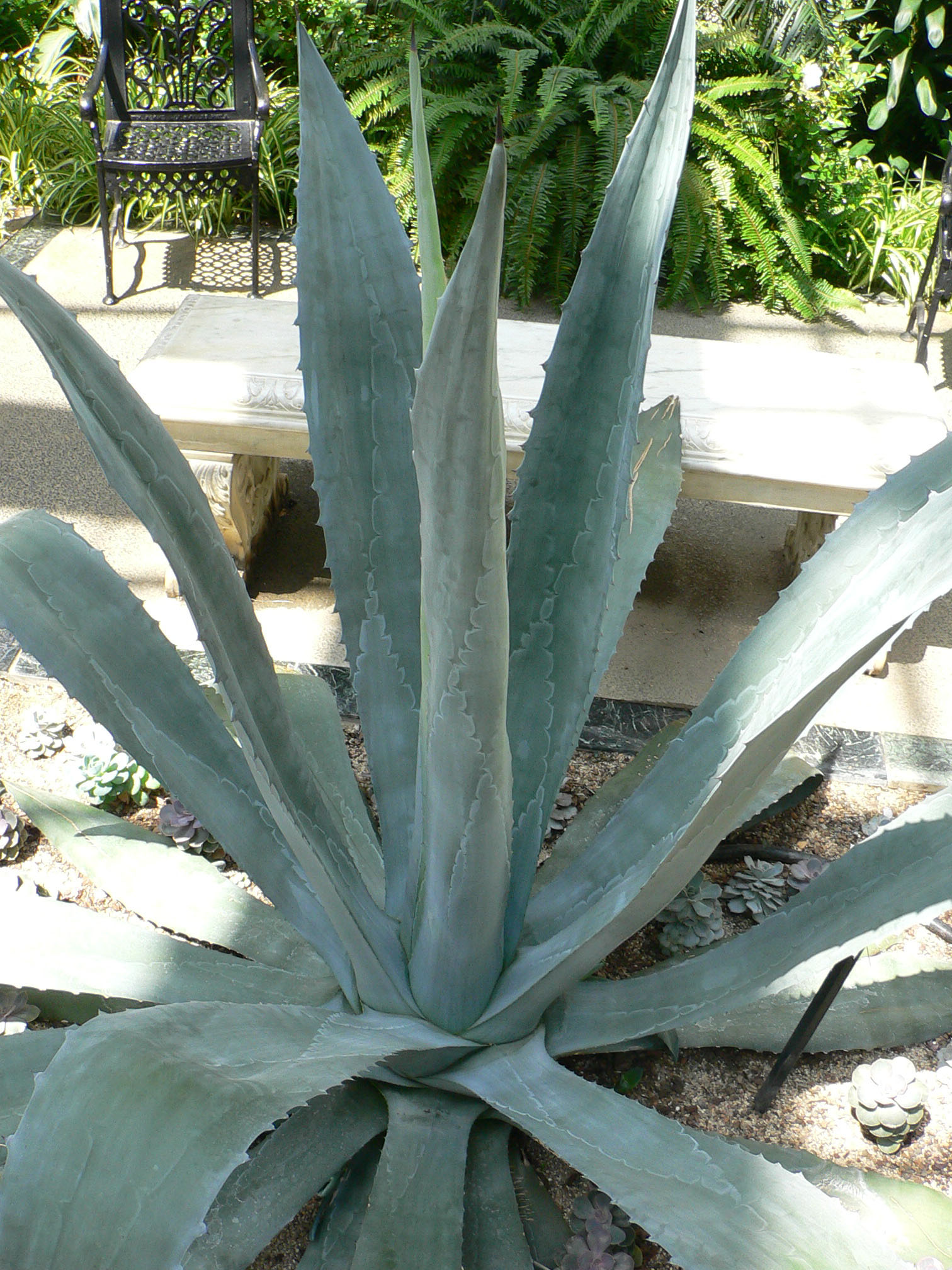
نبات الأغاف الأمريكي مثال على النباتات العصارية